# Бамбергский барьер
Бамбергский барьер (нем. Bamberger Schranke) — одна из малых изоглосс немецкоязычного языкового пространства, отделяющая бамбергский диалект от соседних (майн)франкских диалектов. Изоглосса окружает диалект, очерчивая строгую и легко обнаруживаемую границу вокруг области распространения диалекта.
На севере барьер разделяет бамбергский от ицбюндского диалекта по линии Эберн—Бад-Штаффельштайн. Верхнефранкский диалект на востоке отделяется по линии Вайсмайн—Холльфельд—Поттенштайн. На юге проходит граница с нюрнбергским диалектом у Форххайма. На западе линия Прёлсдорф—Эбрах отделяет бамбергский от нижнефранконского. Эти границы хорошо отличимы по признаку e/a в конечном слоге и виду деминутива.